# Kasandra (gmina)
Kasandra (gr. Δήμος Κασσάνδρας, Dimos Kasandras) – gmina w północnej Grecji, w administracji zdecentralizowanej Macedonia-Tracja, w regionie Macedonia Środkowa, w jednostce regionalnej Chalkidiki. Leży  w południowo-zachodniej części Chalkidików, na półwyspie o tej samej nazwie, między zatokami Termajską a Kasandryjską. W 2011 roku liczyła 16 672 mieszkańców. Powstała 1 stycznia 2011 roku w wyniku połączenia dotychczasowych gmin Kasandra i Palini. Siedzibą gminy jest Kasandria.